# Angelica Cacciapaglia
Angelica Cacciapaglia (Ponte dell'Olio, 3 settembre 1981) è un'attrice italiana.

## Biografia
Nasce a Ponte dell’Olio, in provincia di Piacenza, e cresce e studia a Milano. È figlia del compositore e pianista Roberto Cacciapaglia. Fin da piccola si appassiona alla recitazione e frequenta il suo primo corso durante le scuole medie. Studia poi recitazione al Teatro Libero. 
Nel 2003 diventa nota al grande pubblico per essere Giulia, la protagonista del videoclip abbinato alla canzone Dedicato a te del gruppo musicale Le Vibrazioni. Il video ottiene un grande successo, tanto da essere successivamente ripreso, sempre con la sua partecipazione, da Elio e le Storie Tese e Frankie Hi-nrg, che ne realizzano parodie.
Al cinema fa il suo esordio nel 2004 nel film Perduto Amor di Franco Battiato e, nonostante appaia solo in una scena a fianco dell’attore Gabriele Ferzetti, la sua immagine viene scelta per la locandina del film.
Tra il 2006 e il 2011 lavora in teatro con l’attrice Silvana Bosi, con l’autore Riccardo Mini e con la drammaturga Ombretta De Biase.
Nel 2015 partecipa al film Non essere cattivo di Claudio Caligari e nel 2017 lavora con il regista premio oscar Paolo Sorrentino, che la sceglie per il ruolo della Sposa nel film Loro 1 e 2. Nel 2019 inizia a collaborare con il compositore e regista Davide Cavuti, prima per il film- documentario Lectura Ovidii e nel 2021 per il film Un marziano di nome Ennio, dove interpreta l’attrice Linda Darnell. In questa occasione lavora al fianco di attori come Massimo Dapporto, Pino Ammendola e Michele Placido.
Nel 2021 è la voce femminile del cortometraggio Dante, per nostra fortuna, opera di Massimiliano Finazzer Flory, che racconta attraverso 21 canti, tra inferno, purgatorio e paradiso, la Divina Commedia.
Dal 2017 è una delle protagoniste femminili della web serie satirica Gli Estremi Rimedi, ideata da Francesco Francio Mazza e Daniele Balestrino.
Nel 2021, con il corto Infelici e contenti, scritto e diretto da Francesco Francio Mazza, riceve numerosi premi, tra cui la menzione speciale come migliore attrice al Terra di Siena Film Festival
Nel 2021 scrive, dirige ed interpreta il suo primo cortometraggio dal titolo Mano nella Mano, prodotto da Stemo media group con il sostegno del Ministero della Cultura.

## Filmografia

### Cinema
- Perduto Amor, regia di Franco Battiato (2003)
- Pipì room, regia di Jerry Calà (2010)
- September Eleven 1683 - Marco D’Aviano, regia di Renzo Martinelli (2013)
- Acqua di marzo, regia di Ciro De Caro (2015)
- Non essere cattivo, regia di Claudio Caligari (2015)
- Loro, regia di Paolo Sorrentino (2018)
- A.N.I.M.A, regia di Pino Ammendola e Rosario Montesanti (2019)
- Un marziano di nome Ennio, regia di Davide Cavuti (2021)
- Dark Matter, regia di Stefano Odoardi (2022)
- Good Vibes, regia di Janet De Nardis (2023)
- Beatrice, regia di Angelo Fezza (2023)
- Altri Comizi d’Amore, regia di Massimiliano Finazzer Flory (2023)

### Televisione
- Papa Luciani, il sorriso di Dio, regia di Giorgio Capitani – miniserie TV (2006)
- Andata e Ritorno, Sitcom - Rai 2 (2007)
- Almanacco del Gene Gnocco, regia di Daniele Zanzari - Rai 3 (2011)
- Mr Ignis, regia Luciano Manuzzi – miniserie TV (2012)
- Un passo dal cielo 2, regia di Riccardo Donna – serie TV (2012)
- Dopo Fiction, regia di Riccardo Grandi (2017)
- Lectura Ovidii, regia di Davide Cavuti (2019)
- Blocco 181, regia di Giuseppe Capotondi, Ciro Visco, Matteo Bonifazio (2022)
- Bang Bang Baby, regia di Michele Alhaique (2022)

### Web serie
- Il Mistero sottile, regia di Nicola Martini, Prod. BeTicino e Tapelessfilm (2016)
- Gli Estremi rimedi, di Francesco Francio Mazza e Daniele Balestrino – (2017/2022)

### Cortometraggi
- A Loth of sky-pe, (da un racconto di Luciano Bianciardi) regia di Federico di Chiara (2010)
- Raro, regia di Dora Dalla Chiesa (2012)
- Ritratti d’estate, regia di Ric Bianco (2013)
- Dante, per nostra fortuna, regia di Massimiliano Finazzer Flory (2021)
- Infelici e Contenti, regia di Francesco Mazza (2021)
- Oltre il confine, regia di Davide Cavuti (2022)

### Videoclip
- Dedicato a te, de Le Vibrazioni (2003)
- Shpalman, di Elio e Le Storie Tese (2003)
- Chiedi chiedi, di Frankie Hi Nrg (2003)
- Cambia, de Le Vibrazioni (2019)
- Geni, di The Pax Side of the Moon (2023)

### Regia
- Mano nella Mano (2022) Cortometraggio Produzione Stemo con sostegno MIC

### Teatro
- La sconcertante Signora Savage, di John Patrick, regia di Silvana Bosi (2007)
- Dublin’s Bar, da Gente di Dublino di J. Joyce, regia di Mario Migliucci | drammaturgia di Riccardo Mini (2011)
- Anima Mundi, regia di Ombretta De Biase -Teatro F. Parenti (2013/2015)
- Il sangue matto, regia di Nadia Baldi, dal romanzo di Lucrezia Lerro - Mondadori (2016)
- The Joyce Audition, regia di Riccardo Mini, tratto da Gli Esuli di James Joyce (2017)
- L’uomo umido, Diòcreme in vincoli, regia di Ombretta De Biase (2019)
- Ippolito, di Euripide, regia di Michele Suozzo (2022)

### Pubblicità
- Sky (2012-2013) regia Riccardo Grandi
- Skoda (2017) regia Michael Wong
- Banca Mediolanum (2018)
- Tim (2020-2021)

## Canto
- Acqua di Marzo, di Antonio Carlo Jobin - voce solista per la compilation Soul Ways pubblicata da Nun Entertainmente (2004)
- Un uomo, una donna, di Francis Lai - voce solista per la campagna pubblicitaria di Trenitalia (Tv,cinema e radio) (2005)
- Piangi con me, di Shel Shapiro - voce solista e protagonista dell’omonimo videoclip (2008) Irma Records

## Riconoscimenti
- 2021 – Terra di Siena International Film Festival
  - Menzione speciale come migliore attrice per il corto Infelici e Contenti di Francesco Francio Mazza[11]

- 2021 – MISFF Montecatini International Short Film Festival
  - Premio Internazionale del Montecatini International Short Film Festival[12]

- 2021 – Cinemagia Movie Awards
  - Best Actress in a Leading Role per il corto Infelici e Contenti[13]

- 2023 – Marateale. Premio internazionale Basilicata (XV edizione)
  - Per il cortometraggio Mano nella mano[14]

- 2023 – Cinemagia Movie Awards
  - Per il cortometraggio Mano nella mano